# Hippodamia koebelei
Hippodamia koebelei is een keversoort uit de familie lieveheersbeestjes (Coccinellidae). De wetenschappelijke naam van de soort is voor het eerst geldig gepubliceerd in 1942 door Timberlake.